# Ferrari 375 America
De Ferrari 375 America is een sportwagen van het Italiaanse automerk Ferrari.
De eerste Ferrari 375 werd gepresenteerd tijdens de Mondial de l'Automobile van 1953 in Parijs.
Het chassis had een wielbasis van 2800 mm, de langste van alle Ferrari's in die tijd.